# Pseudophoxinus kervillei
Pseudophoxinus kervillei är en fiskart som först beskrevs av Pellegrin, 1911.  Pseudophoxinus kervillei ingår i släktet Pseudophoxinus och familjen karpfiskar. IUCN kategoriserar arten globalt som starkt hotad. Inga underarter finns listade i Catalogue of Life.